# Moldavit
Moldavit je vrsta tektita. Je gozdne, olivne ali zeleno modrikaste barve. V takšni obliki kot ga vidimo danes je nastal ob padcu ogromnega meteorita, ki je padel na območju današnje Bavarske (Nördlinger Ries) pred cca. 14,7 milijoni let. Meteorit je padel s hitrostjo 20km/s. Večina izvrženih delcev je zaradi 35 stopinjskega kota iz smeri Francije proti Nemčiji padla na 450km oddaljeno območje današnje Češke.  Na Češkem ga imenujejo Vltavin po prvih najdenih kamnih v reki Voltavi, isto imenska reka pa se na Poljskem in v Nemčiji imenuje Moldau od tod ime Moldavit. Posamezni primerki se imenujejo tudi po vaseh, v bližini katerih so bili izkopani (npr. Besednice, Slavče itd.). Njegova trdnost je od 6 do 7,3 na Mohsovi lestvici, kar ga uvršča med najtrdnejše kamne na svetu, vsebnost silicija pa variira od 80 % do 93 % (odvisno ali je bila posamezna kapljica izvržena iz jedra ali obrobja udara meteorita). 
V glavnem se najde v zgornjem toku Vltave (na Češkem) in na Moravskem. Občasno se najde tudi v Avstriji (območje Waldviertel, v Nemčiji (območje Lužic). Moldavit se nahaja v večjih količinah v usedlinah iz terciarja in zgodnjega pleistocena. Vzorci iz Češke so prelepo zelene barve, transparentni z zelo visoko vsebnostjo Silicija SiO2(+Al2O3). Vzorci iz Moravske so temnejši, njihova barva je olivno zelena in rjava.
Skupna količina Moldavita, ki je razpršena na širšem območju Češke, je ocenjena na okoli 275 ton. Na Češkem so delovali štirje rudniki, danes pa deluje samo še eden, saj jih vsako leto najdejo manj in manj. Na Češkem obstaja Muzej Moldavitov v Češkem Krumlovu, leta 2014 pa je bilo v Sloveniji ustanovljeno združenje vseh Moldavitov in ostalih Tektitov na svetu - Društvo Moldavit (Moldavite Association). Društvo terensko raziskuje, promovira in razstavlja Moldavite in ostale Silicijeve ostanke Meteoritov po celem svetu ter združuje strokovnjake in geologe iz več kot 30 držav. 

## Uporaba
Tradicionalno se je na Češkem uporabljal na porokah kot Kamen ljubezni oziroma za združitev dveh sorodnih duš. Danes se ga največ uporablja kot naložbeni kamen, saj se mu iz leta v leto vrednost veča. To je pogojeno z njegovo omejeno količino. Na trgu obstajajo ponaredki iz Kitajske, katere lahko najdemo na različnih svetovnih spletnih straneh vendar jih je v Evropi zanemarljivo malo oziroma jih skoraj ni. Ponaredek je zelo lahko prepoznaven, saj originalu ne obstaja ničesar podobnega. Na tržišču različni ponudniki Moldavitov ob prodaji ponujajo tudi certifikate o avtentičnosti, ki pa so žal le marketinška poteza, da bi privabili več ljudi, saj lahko vsak prodajalec izda svoj certifikat. Največ se Moldavit uporablja v duhovne namene, ga pa prodajalci vdelujejo tudi v nakit.

## Sestava moldavita
| Sestavina | Delež sestavine [%] |
| --------- | ------------------- |
| SIO2      | 80 - 93             |
| Al2O3     | 10                  |
| K2O       | 3                   |
| FeO       | 2                   |
| MgO       | 2                   |
| CaO       | 1,5                 |
| Na2O3     | 0,5                 |
| TiO2      | 0,5                 |